# Schimanski visszatér

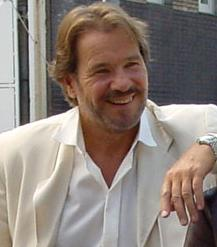
Götz George a sorozat forgatásán 2001-ben.

A Schimanski visszatér (eredeti címén: Schimanski) 17 részes német bűnügyi filmsorozat, ami 1997 és 2013 között futott először az WDR csatornán. A Tetthely című filmsorozat spin-offja, amiben a Götz George által alakított duisburgi Horst Schimanski felügyelőt emelik ki. Götz George 1991-ben a Tetthely 252. részében alakította utoljára Schimanskit, ezt követően 6 év múlva sikerült rávenni őt arra, hogy bújjon ismét a legendás nyomozó bőrébe. Schimanski társa Christian Thanner felügyelő azonban már nem tudott ebben a sorozatban részt venni, mivel az őt alakító Eberhard Feik 1994-ben elhunyt. A történet szerint Thannert meggyilkolják, Schimanskinak emiatt kell visszatérnie. Thanner halálát az 1. részben láthatjuk, itt azonban csak hátulról mutatják, mivel egy másik színésznek kellett eljátszania az ő szerepét. Schimanski egy másik régi kollégája a Chiem van Houweninge által alakított Hänschen a 7. résztől a sorozat állandó szereplője lesz, és a történet szerint már az Interpol embere, illetve a 9. részben szerepet kapott az Ulrich Matschoss által alakított Karl Koenigsberg főtanácsos is, aki Schimanski régi főnöke volt, az ő karaktere ebben az epizódban méltó befejezést kapott. A sorozatot idehaza az m1 csatorna kezdte sugározni, később a Klub Publishing Kft. gondozásában az első 4 rész DVD-n is megjelent, bár a 2. és 4. rész számozását felcserélték, továbbá az ismertetőben az 1992-es évet tüntetik fel Schimanski visszavonulásának, holott 1991-ben vonult vissza, valamint a borítók elején a "Tetthely" címet is feltüntették, miközben ez a sorozat a Tetthelytől függetlenül készült.

## Történet
Miután Schimanskit kirúgják a duisburgi rendőrségtől Belgiumba költözik. De mivel Duisburgban több különleges bűncselekmény is történik, éppen ezért állandóan visszahívják, mert ő a legmegfelelőbb ember ezeknek a felderítésére. Schimanski persze nem igazán örül ennek, de mivel kell neki a pénz, így mindig igent mond.

## Szereplők
| Szerep                     | Színész                           | Magyar hang         | Epizód |
| -------------------------- | --------------------------------- | ------------------- | ------ |
| Horst Schimanski           | Götz George                       | Tordy Géza          | 1–17.  |
| Marie-Claier               | Denise Virieux                    | Kováts Nóra         | 1–17.  |
| Tobias Schrader            | Steffen Wink                      | Stohl András        | 1–6.   |
| Ilse Bonner                | Geno Lechner                      | Szabó Gabi          | 1–3.   |
| Julia Schäfer              | Suzane von Borsody                | Kubik Anna          | 4–17.  |
| Hänschen                   | Chiem van Houweninge              | Gruber Hugó         | 7–17.  |
| Thomas Hunger              | Julian Weigend                    | Bozsó Péter         | 7–17.  |
| Scholl                     | Robert Viktor Minich              | Sztarenki Pál       | 1–7.   |
| Krigler                    | Matthias Redlhammer               | Barabás Kiss Zoltán | 1–7.   |
| Nina, Thanner nevelt lánya | Laure Tonke                       | Németh Borbála      | 1.     |
| Klaus Mandel               | Christoph Waltz                   | Cseke Péter         | 2.     |
| Keller                     | Henry Hübchen                     | Cs. Németh Lajos    | 3.     |
| Christian Wörner           | Sylvester Groth                   | Incze József        | 4.     |
| Dr. Jonathan de Konig      | Johan Leysen                      | Fülöp Zsigmond      | 4.     |
| Wörnerné                   | Eleanor Weisgerber                | Tímár Éva           | 4.     |
| Janni                      | Tobias Schenke                    | Gerő Gábor          | 5.     |
| Andy Bergmann              | Roman Knizka                      | Bozsó Péter         | 6.     |
| Christian Thanner          | Eberhard Feik (archív felvételen) | ?                   | 6.     |
| Mammut Schulz              | Veit Stübner                      | Ujlaki Dénes        | 7.     |
| Simone Popp                | Christiane Hörbiger               | Tímár Éva           | 9.     |
| Taco Popp                  | Alexander Beyer                   | Csőre Gábor         | 9.     |
| Maya                       | Susanne Bormann                   | Zsigmond Tamara     | 9.     |
| Karl Koenigsberg           | Ulrich Matschoss                  | Palóczy Frigyes     | 9.     |
| Jessica Pollack            | Muriel Wimmer                     | –                   | 17.    |

## Epizódok
| Epizód szám | Német cím               | Első német sugárzás | Magyar cím                                                                                      | Első magyar sugárzás | Rendező            | Író                                       |
| ----------- | ----------------------- | ------------------- | ----------------------------------------------------------------------------------------------- | -------------------- | ------------------ | ----------------------------------------- |
| 1.          | Die Schwadron           | 1997. november 9.   | Az osztag                                                                                       | 2000. október 14.    | Josef Rusnak       | Josef Rusnak Matthias Seeling             |
| 2.          | Blutsbrüder             | 1997. november 16.  | Vértestvérek                                                                                    | 2000. október 28.    | Hajo Gies          | Hansjörg Thurn                            |
| 3.          | Hart am Limit           | 1997. november 23.  | Drága áron                                                                                      | 2000. november 11.   | Hajo Gies          | Uwe Erichsen Harmuth Grund Horst Vocks    |
| 4.          | Muttertag               | 1998. október 25.   | Anyák napja                                                                                     | 2000. november 25.   | Mark Schlichter    | Horst Vocks                               |
| 5.          | Rattennest              | 1998. november 15.  | Patkányfészek                                                                                   | 2000. december 9.    | Hajo Gies          | Horst Vocks                               |
| 6.          | Geschwister             | 1998. december 6.   | Testvérek között (Nem tévesztendő össze a Tetthely 235. / A rendőrség száma 110 142. részével!) | 2001. január 6.      | Mark Schlichter    | Helmut Krapp Horst Vocks                  |
| 7.          | Sehnsucht               | 1999. november 7.   | Vágyakozás                                                                                      | 2001. január 20.     | Hajo Gies          | Hansjörg Thurn                            |
| 8.          | Tödliche Liebe          | 2000. november 12.  | –                                                                                               | –                    | Andreas Kleinert   | Christa Kosmala Peter Zingler             |
| 9.          | Schimanski muß leiden   | 2000. december 3.   | Schimanski szenved                                                                              | 2001. február 3.     | Matthias Glasner   | Michael Klaus                             |
| 10.         | Kinder der Hölle        | 2001. december 9.   | –                                                                                               | –                    | Edward Berger      | Hansjörg Thurn                            |
| 11.         | Asly                    | 2002. december 8.   | –                                                                                               | –                    | Edward Berger      | Horst Vocks                               |
| 12.         | Das Geheimnis des Golem | 2004. január 11.    | –                                                                                               | –                    | Andreas Kleinert   | Mario Giordano                            |
| 13.         | Sünde                   | 2005. április 10.   | –                                                                                               | –                    | Manfred Stelzer    | Hansjörg Thurn                            |
| 14.         | Tod in der Siedlung     | 2007. április 22.   | –                                                                                               | –                    | Torsten C. Fischer | Lars Böhme Torsten C. Fischer Horst Vocks |
| 15.         | Schicht im Schacht      | 2008. július 20.    | –                                                                                               | –                    | Thomas Jauch       | Jürgen Werner                             |
| 16.         | Schuld und Sühne        | 2011. január 30.    | –                                                                                               | –                    | Thomas Jauch       | Jürgen Werner                             |
| 17.         | Loverboy                | 2013. november 10.  | –                                                                                               | –                    | Kaspar Heidelbach  | Jürgen Werner                             |

## Érdekességek
- A 6. "Testvérek között" c. epizód egyik jelenetében Schimanski hallucinációjában megjelenik a lakásán az Eberhard Feik által alakított Christian Thanner, akinek a megjelenését a Tetthely 217. és 225. részéből válogatták ki, majd számítógépes technika segítségével helyezték be a jelenetbe, Götz George szövegeit meg Eberhard Feik szövegéhez írták. Érdekes, hogy a stáblistán sem Eberhard Feik neve, sem az említett Tetthely részek nincsenek feltüntetve. Eberhard Feik ekkor már 4 éve halott volt.
- A 7. "Vágyakozás" c. epizód egyik jelenetében Schimanski a franciánál videokazettákat vizsgál, és akkor a kezébe veszi az 1987-es Zabou (Schimanski kelepcében / Zabou) című moziban vetített Tetthely rész "ál" kazettáját.
- A sorozat 16 éven keresztül készült, de az intrója (főcíme) egyszer sem változott. Az első- és utolsó rész intrójában is ugyanúgy a 49 éves Götz George szerepel.

## Díjak
- Christiane Hörbiger 2001-ben Adolf Grimme-díjat kapott a 9. részben nyújtott alakításáért.